# Roger Palmieri
Roger Palmieri (ur. 21 marca 1902 w Courbevoie, zm. 18 listopada 1991 w Nicei) – francuski polityk, prawnik i samorządowiec, od 1987 do 1989 poseł do Parlamentu Europejskiego II kadencji.

## Życiorys
Z zawodu prawnik, praktykował jako adwokat przed sądem w Paryżu. Członek wielu partii o profilu nacjonalistycznym i agrarnym. Był m.in. niezależnym radnym miasta Wersal, zaś w latach 80. radnym i wiceprzewodniczącym rady regionu Korsyka. Przed wojną należał do Parti Agraire et Paysan Français. W latach 50. działał w Rassemblement national français, w latach 60. został sekretarzem generalnym Mouvement Démocrate et Paysan oraz liderem Centre démocrate et républicain. Później związany z Frontem Narodowym, z jego listy w 1984 kandydował do Europarlamentu. Po konflikcie wewnętrznym opuścił FN, w 1985 współtworzył Front d'Opposition Nationale, a w 1987 został wiceprezesem ugrupowania Fédération nationale des indépendants. W lipcu 1987 uzyskał mandat posła do Parlamentu Europejskiego w miejsce Michela de Camaret. Przystąpił do Europejskiej Prawicy, należał m.in. do Komisji ds. Gospodarczych i Walutowych oraz Polityki Przemysłowej. 